# Redutor de velocidade
Redutor de velocidade é um dispositivo mecânico que reduz a velocidade (rotação) de um acionador.
Seus principais componentes são basicamente: Eixos de entrada e saída,
rolamentos, engrenagens e carcaça.
O redutor de velocidade é utilizado quando é necessária a adequação da
rotação do acionador para a rotação requerida no dispositivo a ser acionado.
Devido às leis da física, quando há redução da rotação, aumenta-se o torque disponível.
Existem diversos tipos e configurações de redutores de velocidade, sendo os mais comuns os redutores de velocidade por engrenagens. Essas engrenagens, por sua vez, podem ser cilíndricas ou cônicas. Pode-se ainda utilizar o sistema coroa e rosca sem fim.
Já os dentes das engrenagens podem ser retos ou helicoidais. Quando há intenção de se reduzir a vibração e ruído utiliza-se, nos redutores, engrenagens de dentes helicoidais, já que a transmissão de potência, nesse caso, é feita de maneira mais homogênea. Por outro lado, as engrenagens de dentes retos são mais simples de serem fabricadas e por isso apresentam menor custo.
Existe ainda o redutor do tipo epicicloidal. Este tipo de redutor utiliza em sua configuração, engrenagens comuns de dentes retos e uma ou mais engrenagens de dentes internos.

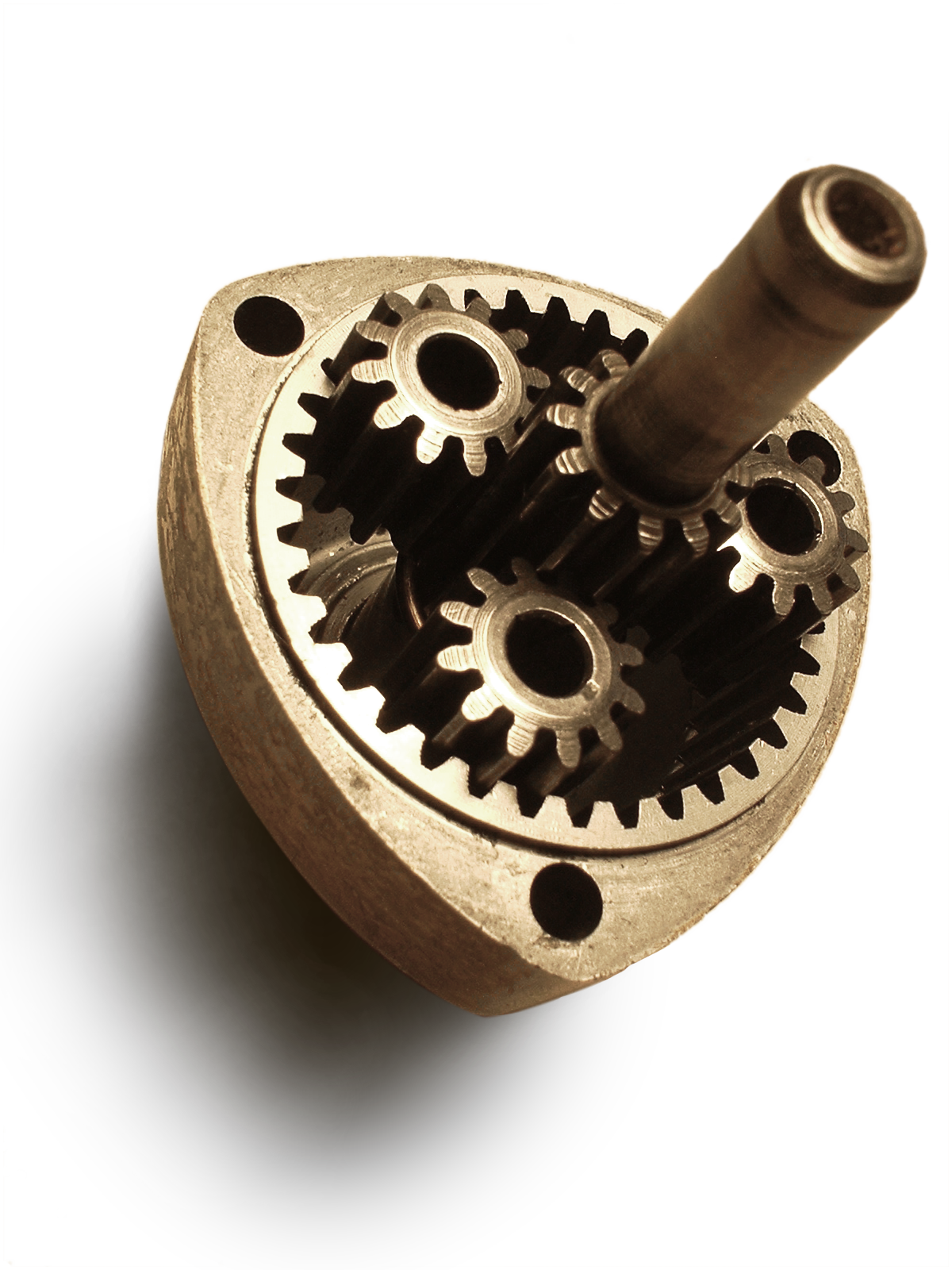
Redutor epicicloidal

Os redutores epicicloidais são normalmente indicados quando se procura um sistema mais compacto e com capacidade para trabalhar com altas taxas de redução.
Os redutores de velocidade trabalham normalmente com apenas uma taxa de redução. No caso de existir a possibilidade de atuar no dispositivo e alterar a taxa de redução, este passa a ser chamado de câmbio ou caixa de marchas.
Existem também equipamentos que permitem a alteração gradual da taxa de redução, sendo estes chamados variadores de velocidade. Um exemplo moderno de variador de velocidade aplicado à área automobilística é o câmbio CVT - Continuosly Variable Transmission (transmissão continuamente variável) - utilizado atualmente pela Honda e no Toyota Prius .
Existem também estudos para desenvolvimento de novos tipos de redutores de velocidade. Um deles é a concepção do redutor de velocidade esférico. Ele é baseado nos mesmos princípios de funcionamento dos rolamentos de esferas e fusos de esferas recirculantes e visa apresentar como principais vantagens menor vibração e atrito, tamanho reduzido e menores folgas.